# Something to Dance For & TTYLXOX
"Something to Dance For/TTYLXOX Mash-Up" (Skrócone jako: "Something to Dance For & TTYLXOX") – mash-up i zarazem singel na soundtracku Shake It Up: Live 2 Dance. Została ona wykonana przez Zendayę i Bellę Thorne i napisana przez Jeannie Lurie, Arisa Archontisa i Chena Neemana. Singel wydano 9 marca 2012.

## Tło i kompozycja

### Something to Dance For
Ta piosenka jest drugim singlem zamieszczonym na albumie Shake It Up: Live 2 Dance i została wykorzystana w specjalnym odcinku Taniec rządzi, który był pierwszym nowym odcinkiem wyemitowanym w 2012 roku pod nazwą "Apply It Up". Piosenka ma rodzaj taki sam, jak piosenka Seleny Gomez i The Scene pt: "Who Says".

### TTYLXOX
Utwór jest trzecim singlem zamieszczonym na albumie Shake It Up: Live 2 Dance i został użyty w odcinku serialu Taniec rządzi pod nazwą "Judge It Up", który miał premierę w USA 11 marca 2012. Pełna nazwa piosenki to: "Talk To You Later, Hugs and Kisses".

## Wykresy

### Something to Dance For
| Wykres dla roku 2011                        | Najlepsza pozycja |
| ------------------------------------------- | ----------------- |
| US Billboard Bubbling Under Hot 100 Singles | 24                |

### TTYLXOX
| Wykres dla lat 2011-2012     | Najlepsza pozycja |
| ---------------------------- | ----------------- |
| Canada (Canadian Hot 100)    | 71                |
| US Billboard Hot 100         | 97                |
| US Billboard Top Heatseekers | 15                |